# Abborragylet (Ringamåla socken, Blekinge, 624325-144143)
Abborragylet är en sjö i Karlshamns kommun i Blekinge och ingår i Mieåns huvudavrinningsområde.